# Hydrobiosis neadelphus
Hydrobiosis neadelphus är en nattsländeart som beskrevs av Ward 1997. Hydrobiosis neadelphus ingår i släktet Hydrobiosis och familjen Hydrobiosidae. Inga underarter finns listade i Catalogue of Life.